# Bomtjärnen (Fors socken, Jämtland)
Bomtjärnen är en sjö i Ragunda kommun i Jämtland och ingår i Indalsälvens huvudavrinningsområde.